# تقانة اجتماعية
التقانة الاجتماعية بالإنجليزية: Sociotechnology)‏ هو دراسة العمليات المتعلقة بالتقاطع بين المجتمع والتقانة. يعرّفها فوينوفيتش وأبوت على أنها "دراسة العمليات التي يتم فيها الجمع بين الاجتماعي والتقني بشكل غير قابل للتجزئة". تعتبر التقانة الاجتماعية جزءًا مهمًا من التصميم الاجتماعي والتقني، والذي يتم تعريفه على أنه "تصميم الأشياء التي تشارك في أنظمة معقدة لها جوانب اجتماعية وتقنية".
وقد نُسب المصطلح إلى ماريو بونخي. يعرّفها بأنها مجموعة من الهندسة الاجتماعية وعلوم الإدارة. ومن ثم فهو يرى أنها شكل من أشكال التقانة، متميزة عن غيرها من فروعها مثل الهندسة والتقانة الحيوية وتقانة المعلومات والتقانة العامة. هدفها هو المساعدة في هندسة النظم الاجتماعية وتقييم أدائها، مع الاستفادة من أبحاث العلوم الاجتماعية. باختصار، يمكن اعتبار التقانة الاجتماعية على أنها إنشاء وتعديل وصيانة النظم الاجتماعية.
كتب بيكر في كتابه عن التغيير الاجتماعي التقني: "لا يتم تحديد المجتمع بالتقانة، ولا يتم تحديد التقانة من قبل المجتمع. كلاهما يظهر كوجهين للعملة الاجتماعية التقنية".
التقانة هي مجموع الطرق التي تبني بها الجماعات الاجتماعية الأشياء المادية لحضاراتها. الأشياء المصنوعة اجتماعيا بقدر ما هي مبنية تقنيا. دمج هذين الأمرين، البناء والبصيرة، هو علم الاجتماع. "على سبيل المثال، عادةً ما نبني جسرًا عندما يكون هناك بعض التوقعات بأن الناس بحاجة إلى الانتقال من النقطة أ إلى النقطة ب، وهناك شيء يحتاجون لتجاوزه على طول الطريق (مثل نهر أو واد أو طريق آخر). عدم مراعاة يمكن أن تؤدي العوامل الاجتماعية بالإضافة إلى العوامل التقنية إلى "جسر إلى أي مكان"، ونعلم جميعًا أن هناك شخصًا واحدًا على الأقل لديه مشكلة مع هؤلاء".